# Music and Me
Music and Me är en sång och ett musikalbum från 1973 av Michael Jackson.

## Låtar på albumet
Sida 1
1. "With a Child's Heart" (Basemore, Cosby, Moy) (ursprungligen framförd av Stevie Wonder)
2. "Up Again" (Perren, Yarian)
3. "All the Things You Are" (Hammerstein, Kern)
4. "Happy" (Legrand, Robinson) (från filmen Lady Sings the Blues)
5. "Too Young" (Lippman, Dee)

Sida 2
1. "Doggin' Around" (Agree) (ursprungligen framförd av Jackie Wilson)
2. "Johnny Raven" (Page)
3. "Euphoria" (Ware, Hilliard)
4. "Morning Glow" (Schwartz)
5. "Music and Me" (Cannon, Fenceton, Larson, Marcellino)